# Iván Casas Buitrago
Iván Mauricio Casas Buitrago (Tunja, departament de Boyacá, 12 de juny de 1980) és un ciclista colombià, que ha militat la major de la seva carrera en equips amateurs. Ha aconseguit dos Campionats nacionals en contrarellotge.

## Palmarès
- 2006
  - Vencedor d'una etapa a la Doble Copacabana Grand Prix Fides
- 2007
  - Vencedor d'una etapa al Giro del Friül-Venècia Júlia
- 2008
  - Vencedor d'una etapa a la Volta a la Independència Nacional
- 2010
  - Campió Panamericà en contrarellotge
  - Vencedor d'una etapa a la Volta a Veneçuela
  - Vencedor d'una etapa al Clásico RCN
- 2011
  -  Campió de Colòmbia en contrarellotge
  - 1r a la Volta a l'Uruguai i vencedor d'una etapa
  - 1r a la Volta a Chiapas
- 2012
  -  Campió de Colòmbia en contrarellotge